# Бабье Море
Ба́бье Мо́ре — морская губа (залив) Белого моря. Является частью Кандалакшского залива.

## Описание
Губа Бабье Море представляет собой мелководный бассейн, образованный материком и островом Великий. Диаметр около 6-7 километров. Соединена с губой Ругозерская Городецким порогом. С Кандалакшским заливом соединена порогом Купчинный. В губе множество островов. Самым большим из них является остров Еловый, расположенный в северной части губы.
Покрывается льдом в ноябре и вскрывается в мае, лёд обычно тает на месте.
Бабье Море находится на территории Кандалакшского заповедника.

## Происхождение названия
Ранее губа была очень богата треской, ловлей которой занимались преимущественно женщины.